# Giedymin Pilecki

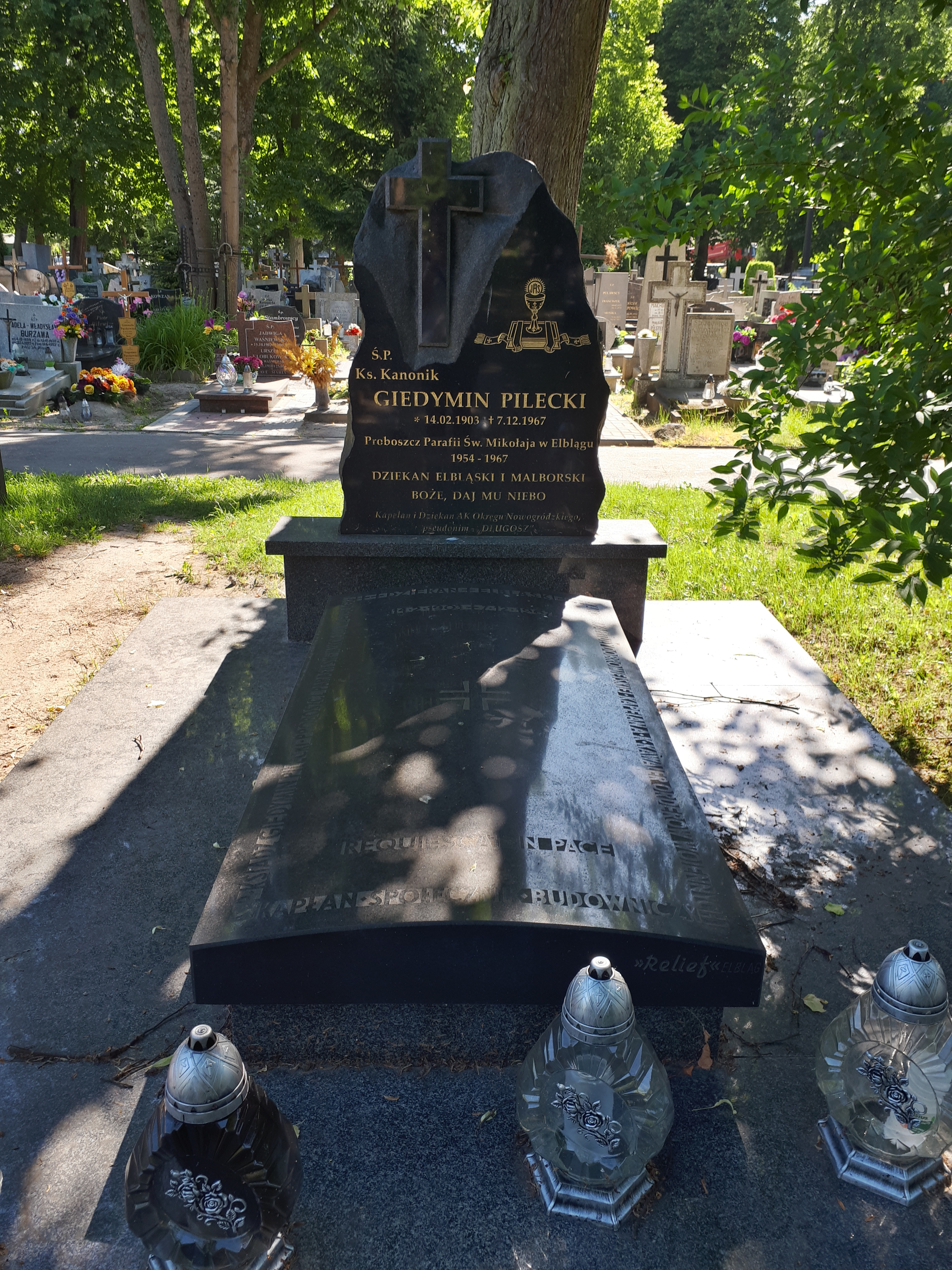
Grób ks. Giedymina Pileckiego na cmentarzu komunalnym Agrykola

Giedymin Pilecki, pseud. Długosz, Kazimierz (ur. 14 lutego 1903 w Brodziszczach - powiat wołożyński, zm. 7 grudnia 1967 w Gutkowie pod Olsztynem) – polski duchowny rzymskokatolicki, kapelan Armii Krajowej, kanonik kapituły kolegiackiej w Dobrym Mieście, wieloletni proboszcz w Elblągu.

## Życiorys
Pochodził z rodziny szlachty zaściankowej, był synem Ludwika i Marii z Pileckich. W miejscowościach archidiecezji wileńskiej przyjął pierwsze sakramenty - chrzest w Trąbach, bierzmowanie w Łazdunach koło Lidy. Nauki początkowe pobierał w konspiracyjnych szkółkach polskich, ściganych przez władze carskie. Później uczęszczał do gimnazjum realnego w Oszmianie oraz gimnazjum przy wileńskim seminarium duchownym, gdzie w 1923 zdał egzamin dojrzałości. W latach 1923–1929 studiował w Wyższym Seminarium Duchownym w Wilnie oraz na Wydziale Teologicznym Uniwersytetu Stefana Batorego. W czasie nauki był prezesem studenckiego Koła Teologów.
Święcenia kapłańskie otrzymał 2 maja 1929 w Wilnie z rąk arcybiskupa Romualda Jałbrzykowskiego. Pierwszą placówką duszpasterską Pileckiego były Widze koło Brasławia, gdzie jako wikariusz i prefekt aktywnie uczestniczył w pracy oświatowej oraz organizował struktury Akcji Katolickiej. Podobną działalność prowadził w Gródku i Chołchle koło Mołodeczna, gdzie był proboszczem w latach 1934–1936, oraz w Hruzdowie koło Postaw (proboszcz od 1936). W Gródku i Hruzdowie przeprowadził także remonty kościołów. Na przełomie 1938 i 1939 arcybiskup Jałbrzykowski powołał go do pracy w wileńskim Instytucie Akcji Katolickiej; był tam archidiecezjalnym asystentem Katolickiego Stowarzyszenia Młodzieży Męskiej, zajmował się też prezentacją filmów katolickich.
We wrześniu 1939 tymczasowo zastępował proboszcza w Porudominie koło Wilna (po powołaniu miejscowego duszpasterza do posługi kapelana wojskowego). W listopadzie tegoż roku przeszedł na probostwo do Hermaniszek koło Lidy. Włączył się tam aktywnie w działalność konspiracyjną. Od 1941 pozostając w szeregach Związku Walki Zbrojnej i Armii Krajowej (pod pseudonimem Długosz), dosłużył się stopnia podpułkownika. W latach 1943–1944 był dziekanem Okręgu Nowogródzkiego Armii Krajowej, potem kapelanem 19 Dywizji Armii Krajowej. Jako kapelan partyzancki wielokrotnie niósł posługę duszpasterską w lesie, m.in. odprawiając polowe msze. Organizował i patronował lokalnemu tajnemu nauczaniu, na plebanii udzielał schronienia osobom pochodzenia żydowskiego i partyzantom, zarówno polskim, jak i radzieckim. Nadzorował też miejsca schronienia rannych AK-owców. Do pracy konspiracyjnej wciągnął wielu księży, zakonników i sióstr zakonnych.
Szczególne zasługi Giedymin Pilecki położył jako organizator tajnej drukarni Okręgu Nowogródzkiego Armii Krajowej. Działała ona w Hermaniszkach od 1942, mając do dyspozycji specjalny oddział wartowniczy. Pilecki wydawał i redagował szereg pism, korzystając przy tym z własnego nasłuchu radiowego; były to m.in. „Świt”, „Echa leśne”, „Biuletyn Informacyjny”, „Ostatnie Wiadomości”. Część z nich miała charakter oficjalnych periodyków Okręgu Nowogródzkiego. Pilecki był również redaktorem jedynego w Polsce pisma podziemnego dla kapelanów wojskowych i oficerów oświatowych Armii Krajowej - „Sursum Corda”. W 1944 wydał broszurę powielaczową O rycerskości narodu. W marcu tegoż roku, wobec zagrożenia dekonspiracji, przeniósł drukarnię do odległej o 6 kilometrów od Hermaniszek kolonii rolnej Porubiszki. „Cechuje go ofiarna praca, nieugięty charakter, wybitne męstwo osobiste, talent i zdolności organizacyjne do działań w najtrudniejszych warunkach. W pracy podziemnej rozważny, a jednocześnie w nieprzewidzianych sytuacjach - śmiały aż do granic brawury” (Stanisław Krasucki).
Od 1944 ponownie administrował parafią Porudomino. Na tamtejszej plebanii został w styczniu 1945 aresztowany przez NKWD; wywieziony do łagrów radzieckich, przebywał tam do schyłku 1948. Po powrocie do Polski początkowo zatrzymał się u rodziny w Bydgoszczy. Zamierzał podjąć pracę duszpasterską w Poznaniu, skierowany został jednak do diecezji warmińskiej. W 1949 został najpierw wikariuszem w Kętrzynie, by w sierpniu tegoż roku przejść do pracy w parafii Najświętszego Serca Pana Jezusa w Olsztynie. Parafią kierował wówczas przedwojenny proboszcz ks. Alfons Wardecki, który ze względu na słabą znajomość języka polskiego potrzebował duszpasterzy pomocniczych (vicarius adiutor). Pilecki zastąpił w olsztyńskiej parafii zmarłego wikariusza ks. Franciszka Skalskiego, ale nie pracował długo - już 12 grudnia 1949 został zatrzymany przez Urząd Bezpieczeństwa Publicznego i osadzony w areszcie olsztyńskim; tym samym w ważnym dla życia religijnego okresie Adwentu i Bożego Narodzenia znacznie ograniczono pracę duszpasterską parafii (dopiero w styczniu 1950 nowym wikariuszem został inny łagiernik, późniejszy wieloletni proboszcz ks. Jan Romejko). Pilecki, osadzony pod zarzutem działalności antypaństwowej, spędził w więzieniach w Łęczycy i Łodzi kolejne 15 miesięcy.
Po zwolnieniu w 1951 Giedymin Pilecki został mianowany administratorem wiejskiej parafii Nebrowo Wielkie koło Kwidzyna; odnowił tamtejszy kościół parafialny oraz kościół w pobliskich Sadliszkach. W latach 1953–1954 był proboszczem parafii św. Brunona w Bartoszycach i tam także rozpoczął pracę nad odbudową świątyni, mającej charakter zabytkowy. Podobny cel postawił sobie na kolejnej placówce duszpasterskiej – w parafii św. Mikołaja w Elblągu, dokąd przeniesiono go w 1954. W ciągu 13 lat pracy w Elblągu, w największej wówczas parafii diecezji warmińskiej, odbudował ze zniszczeń wojennych i wyposażył monumentalny, zabytkowy kościół, prowadził aktywną pracę duszpasterską, dążył do powiększenia grona księży. Sprowadził do diecezji dwa zgromadzenia sióstr klauzurowych - karmelitanki bose i franciszkanki Najświętszego Sakramentu, otoczył je opieką i umożliwił założenie domów zakonnych w Elblągu. Organizował ponadto Dni Kultury Chrześcijańskiej. „Ksiądz Giedymin posiada ogromny talent organizacyjny, optymizm i energię. W ciągu 13 lat nie korzysta z żadnych urlopów, zawsze zajęty i twórczy, pomimo poważnie nadwątlonego zdrowia wojennymi przeżyciami. Często do późnej nocy przebywa na budowach kościelnych, a następnie do rana opracowuje plany związane z budową” (Stanisław Krasucki).
29 września 1960 ks. Pilecki znalazł się w gronie kanoników rzeczywistych kapituły kolegiackiej w Dobrym Mieście, reaktywowanej w tymże roku po 150-letniej przerwie dekretem prymasa Wyszyńskiego. W 1966, jako uznany ekspert odbudowy świątyń, został powołany do Diecezjalnej Komisji Artystycznej.
W grudniu 1967 zginął w wypadku samochodowym w podolsztyńskim Gutkowie.
10 grudnia 1967 został pochowany na cmentarzu parafialnym w Elblągu, w uroczystościach pogrzebowych uczestniczyło duchowieństwo diecezjalne na czele z biskupami Józefem Drzazgą (wówczas administratorem apostolskim diecezji warmińskiej) i Janem Obłąkiem (wówczas biskupem pomocniczym w Gnieźnie, późniejszym biskupem warmińskim) oraz wielu wiernych. Zmarły duchowny był odznaczony m.in. Srebrnym Krzyżem Zasługi z Mieczami (nadanym 14 lipca 1944 rozkazem komendanta Obszaru Północno-Wschodniego Armii Krajowej Aleksandra Krzyżanowskiego), Złotym Krzyżem Zasługi (1955), Krzyżem Walecznych, Krzyżem Partyzanckim, Medalem Niepodległości (1959); w 1958 odmówił przyjęcia  Krzyża Oficerskiego Orderu Odrodzenia Polski.
Jedna z sióstr Giedymina Pileckiego, Ludwika (ur. 24 marca 1912, zm. 3 kwietnia 1998), była żoną Władysława Stawowskiego (1909-1955), kapitana Wojska Polskiego, majora Armii Krajowej, zastępcy szefa sztabu Okręgu Nowogródzkiego Armii Krajowej; po śmierci Stawowskiego wyszła ponownie za mąż (secundo voto Guzińska) i mieszkała w Gdyni.